# Vranik
Vranik is een plaats in de gemeente Lovinac in de Kroatische provincie Lika-Senj. De plaats telt 19 inwoners (2001).